# Hermann Dahlen von Orlaburg
Hermann svobodný pán Dahlen von Orlaburg (německy Hermann Josua Anton Freiherr Dahlen von Orlaburg) (10. ledna 1828 Košice – 15. listopadu 1887 Vídeň) byl rakousko-uherský generál. V c. k. armádě sloužil od roku 1844, byl účastníkem několika válečných konfliktů a poté působil jako štábní důstojník v Itálii. Později byl velitelem větších vojenských jednotek v Čechách a na Moravě. V armádě dosáhl hodnosti polního zbrojmistra a v závěru kariéry zastával funkci guvernéra v Bosně a Hercegovině (1881–1882).

## Životopis

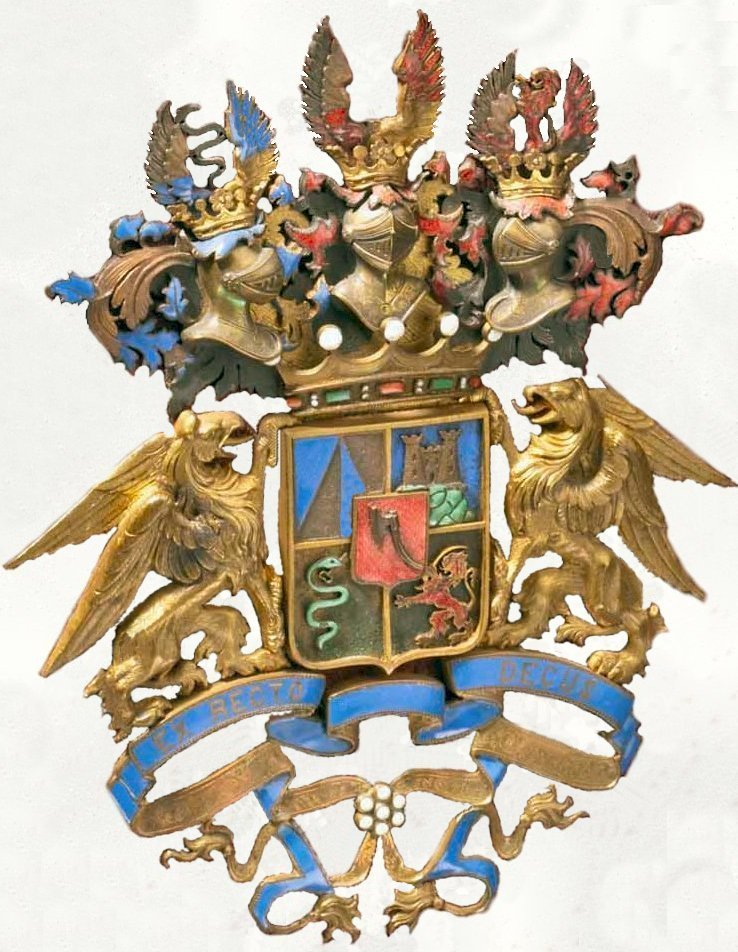
Erb rodu Dahlenů z Orlaburgu

Pocházel ze šlechtické rodiny původem z Kuronska, později usazené v Sedmihradsku. Byl jediným synem c. k. polního zbrojmistra Franze Dahlena von Orlaburg (1779–1859). Do armády vstoupil jako kadet v roce 1844 a vojenskou službu zahájil pod velením svého otce. V roce 1848 byl povýšen na nadporučíka a stal se pobočníkem generála Jelačiće, v revolučních letech 1848–1849 bojoval ve Vídni a proti maďarským povstalcům v Uhrách. Po revoluci byl povýšen na rytmistra a sloužil u 5. pěšího pluku v Bjelovaru, od roku 1857 byl v hodnosti majora štábním důstojníkem u 8. pěšího pluku v Nové Gradišce. Bojoval ve válce se Sardinií a v roce 1861 se jako podplukovník stal zástupcem velitele 53. pěšího pluku v Záhřebu. V roce 1866 byl povýšen na plukovníka a v další válce v Itálii bojoval v bitvě u Custozzy (1866). Po válce byl velitelem 53. pěšího pluku, souběžně zastával post šéfa štábu u vrchního zemského velitelství v Uherském království pod generálem Bedřichem z Lichtenštejna.
V roce 1870 byl povýšen do hodnosti generálmajora a stal se velitelem brigády v Terezíně, o rok později převzal velení 1. pěchotní brigády v Brně. V roce 1874 dosáhl hodnosti polního podmaršála a byl přeložen do Prahy jako velitel 9. pěchotní divize. Po okupaci Bosny a Hercegoviny byl povolán do Sarajeva jako zástupce vrchního velitele vévody Wilhelma Württemberského (1879). Na jaře 1881 byl jmenován guvernérem v Bosně a Hercegovině, kde zároveň zastával post vrchního velitele a v dubnu 1882 dosáhl hodnosti polního zbrojmistra. Zásluhy si získal rychlým potlačením povstání v Dalmácii, ale již v létě 1882 požádal o uvolnění z funkcí ze zdravotních důvodů. K datu 1. března 1883 byl v armádě penzionován.
Zbytek života strávil v ústraní v Sedmihradsku. Pohřben je na Olšanských hřbitovech v Praze, kde byla již předtím pochována jeho manželka Flora v roce 1879 během Dahlenovy služby v Čechách.

## Tituly a ocenění
Spolu s otcem užíval od roku 1850 šlechtický titul barona. Jako guvernér v Bosně obdržel v roce 1881 titul c. k. tajného rady s nárokem na oslovení Excelence. Za vojenské zásluhy byl nositelem několika vyznamenání, již účast v revolučních bojích 1848–1849 mu vynesla Vojenský záslužný kříž (1850). Po válce v roce 1866 získal Řád železné koruny III. třídy s válečnou dekorací a za potlačení povstání v Dalmácii obdržel Řád železné koruny I. třídy (1882). Při odchodu do penze byl dekorován velkokřížem Leopoldova řádu (1882). Od roku 1883 byl čestným majitelem pěšího pluku č. 7 dislokovaného ve Štýrském Hradci. V zahraničí byl nositelem pruského Řádu červené orlice I. třídy a velkokříže saského Řádu Albrechtova.

## Rodina
V roce 1851 se oženil s Florou Joëlsonovou (1827–1879), dcerou bankéře Josefa Joëlsona. Z jejich manželství se narodily čtyři děti. Nejstarší dcera Hermine (1852–1939) se provdala za svého bratrance barona Afreda Joëlsona (1831–1913), který sloužil v armádě a dosáhl hodnosti polního podmaršála. Další dcera Flora (*1853) zůstala svobodná, syn Josef Franz (*1855) působil jako státní úředník. Nejmladší z potomstva byl syn Franz Hermann (1857–1904), který v mládí sloužil v armádě a později žil jako soukromník v Badenu. Byl ženatý s Rosou Polakovou (1864–1930), dcerou poslance a statkáře Otto Polaka a s ní měl další potomstvo.